# Theodor Leschetizky

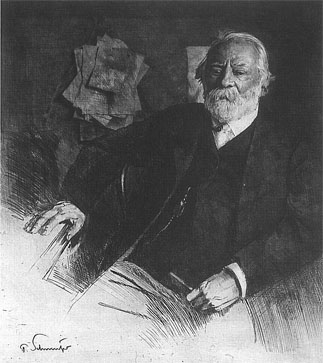
Theodor Leschetizky.

Theodor Leschetizky (polska: Teodor Leszetycki), född 22 juni 1830 i Łańcut, Galizien, död 14 november 1915 i Dresden, var en polsk-österrikisk pianist och musikpedagog. Han var vid sidan av Franz Liszt 1800-talets främste pianolärare. 
Leschetizky, som var lärjunge till Carl Czerny och Simon Sechter, var 1852–1878 professor vid Sankt Petersburgs musikkonservatorium och därefter som konsertspelare och privat pianolärare bosatt i Wien. Bland hans lärjungar märks Ignaz Friedman, Osip Gabrilovitj, Ignacy Paderewski, Franz Schmidt, Artur Schnabel och Arthur Shattuck samt Anna Jesipova, som 1880–1892 var gift med honom. 
Leschetizkys romantiska spelstil utmärktes mera för finess än för kraft eller lidelsefullhet och finns dokumenterad på ett par pianorullar. Han komponerade operan Die erste Falte, sånger samt åtskilliga salongsstycken för piano.